# Lignon (Marne)
Lignon település Franciaországban, Marne megyében. Lakosainak száma 119 fő (2022. január 1.). Lignon Brandonvillers, Gigny-Bussy, Margerie-Hancourt és Somsois községekkel határos.

## Népesség
A település népességének változása:
| Lakosok száma | 89   | 83   | 82   | 86   | 119  | 128  | 127  | 124  | 122  | 119  |
|               | 1968 | 1982 | 1990 | 2006 | 2013 | 2015 | 2017 | 2019 | 2020 | 2022 |